# شمس الدین علی بن قطب الدین
شمس الدین علی (متولد حدود ۱۳۸۷م؛ درگذشته ۱۴۳۸م یا ۱۴۳۹م) از سال ۱۴۱۹م تا زمان مرگش، مالک محرابانی سیستان بود. او فرزند قطب الدین محمد بود.

## زندگی‌نامه
شمس الدین علی در زمان حیات پدرش به عنوان فرمانده نظامی به خدمت شاهرخ تیموری درآمد. در ۱۴۱۴–۱۵۱۴ او سپاه محرابانیان را رهبری کرد و به نیروهای شاهرخ در سرکوب شورش در فارس کمک کرد. او در داخل کشور نیز فعال بود و شورش شمال سیستان علیه اقتدار مهرابانیان را سرکوب کرد.
هنگامی که قطب الدین در فوریه ۱۴۱۹ درگذشت، مهرابانیان و امیران سیستان تصمیم گرفتند شمس الدین را جانشین وی معرفی کنند. شمس الدین به دربار شاهرخ سفر کرد و مالک سیستان شد. در سال ۱۴۲۰ تیموری او را برای کمک در لشکرکشی به ترکمانان قره قویونلو فراخواند. شاهرخ ارتش قره اسکندر رهبر ترکمن‌ها را شکست داد و آذربایجان و ارمنستان را در سال ۱۴۲۱ اشغال کرد. شمس الدین به فرمانداری تبریز منصوب شد و مدت دو سال در این سمت بود.
شمس الدین پس از بازگشت به سیستان، برای ترمیم خسارات ناشی از حمله شاهرخ به این استان در زمان سلطنت قطب الدین، به شدت تلاش کرد. او علاوه بر ساخت کانال‌های آبیاری، ساخت شهر جدیدی را که قرار بود به عنوان پایتخت او در پایان سال ۱۴۲۲ باشد، آغاز کرد. شمس الدین چندین سال روی این پروژه کار کرد. در این میان در لشکرکشی شاهرخ در سال ۱۴۳۴ علیه قره قویونلوها شرکت کرد و دو سال بعد با سازندگان، سنگ‌تراشان و منبت‌کاران از تبریز بازگشت تا در ساخت شهر کمک کند. در همان زمان، شاه جلال الدین، برادر شمس الدین، با تأسیس مدارس، مؤسسات خیریه و مؤسسات دینی شهرت یافت که چند تن از علمای برجسته را به سیستان کشاند.
شمس الدین در سال ۱۴۳۸ یا ۱۴۳۹ درگذشت و پسرش نظام الدین یحیی جانشین او شد.